# Víktor Koronelli
Víktor Viktorovich Koronelli (en ruso: Виктор Викторович Коронелли, nacido el 9 de febrero de 1958 en Moscú) es un diplomático ruso, actual embajador de la Federación Rusa en Cuba. Previamente, entre 2011 y 2018 fue embajador ante la República Argentina.

## Biografía
Se graduó en la Universidad Estatal de Moscú en 1979, con un doctorado en ciencias geográficas. En 1988 ingresó al servicio diplomático de la Unión Soviética, trabajando hasta 1992 en la embajada en Cuba. Entre 1994 y 1999 volvió a trabajar en la embajada de Rusia en Cuba, luego entre 2002 y 2007 trabajó en la embajada rusa en Chile. Allí entre 2005 y 2007 se desempeñó como Ministro Consejero. En 2009 fue nombrado vicedirector del Departamento de América Latina del Ministerio de Relaciones Exteriores de Rusia, cargo que desempeñó hasta 2011.
El 21 de julio de 2011, Vladímir Putin publicó el decreto número 978 nombrando a Koronelli como «Embajador Extraordinario y Plenipotenciario» de Rusia en Buenos Aires. Fue acreditado por el gobierno argentino el 30 de septiembre del mismo año.
Durante sus años como embajador en Argentina, ambos países han mejorado sus relaciones bilaterales, firmando acuerdos comerciales y energéticos, inversiones en minería y petróleo, proyectos nucleares, entre otros, alcanzando flujo comercial de unos 2000 millones de dólares estadounidenses anuales hacia 2014. También se han realizado eventos culturales rusos en la capital argentina.
En junio de 2018 fue designado embajador ante México y Belice.
Está casado y además de su ruso nativo, habla español e inglés.

## Distinciones
- Argentina: Gran cruz de la Orden del Libertador San Martín (2018).[9]